# Nectomys squamipes
Nectomys squamipes је врста глодара из породице хрчкова (лат. Cricetidae). 

## Распрострањеност
Врста је присутна у Аргентини, Бразилу и Парагвају.

## Станиште
Станишта врсте су шуме и слатководна подручја.

## Угроженост
Ова врста није угрожена, и наведена је као последња брига јер има широко распрострањење.

### Популациони тренд
Популациони тренд је за ову врсту непознат.